# 斯普魯斯蒙特 (內華達州)
斯普魯斯蒙特（英語：Sprucemont）是位於美國內華達州埃爾科縣的鬼鎮。

## 歷史
斯普魯斯蒙特的郵局於1872年設立，1884年關閉後又於1886年重啟，最終於1935年停運。

## 地理
斯普魯斯蒙特所處的海拔為高於海平面2114米（即6936英呎），而該地所採用的時區為UTC-8，即太平洋时区（PST）。同時該地設有夏令時間，為UTC-8調快一小時，即UTC-7（PDT）。